# Österreichische Botschaft in Prag

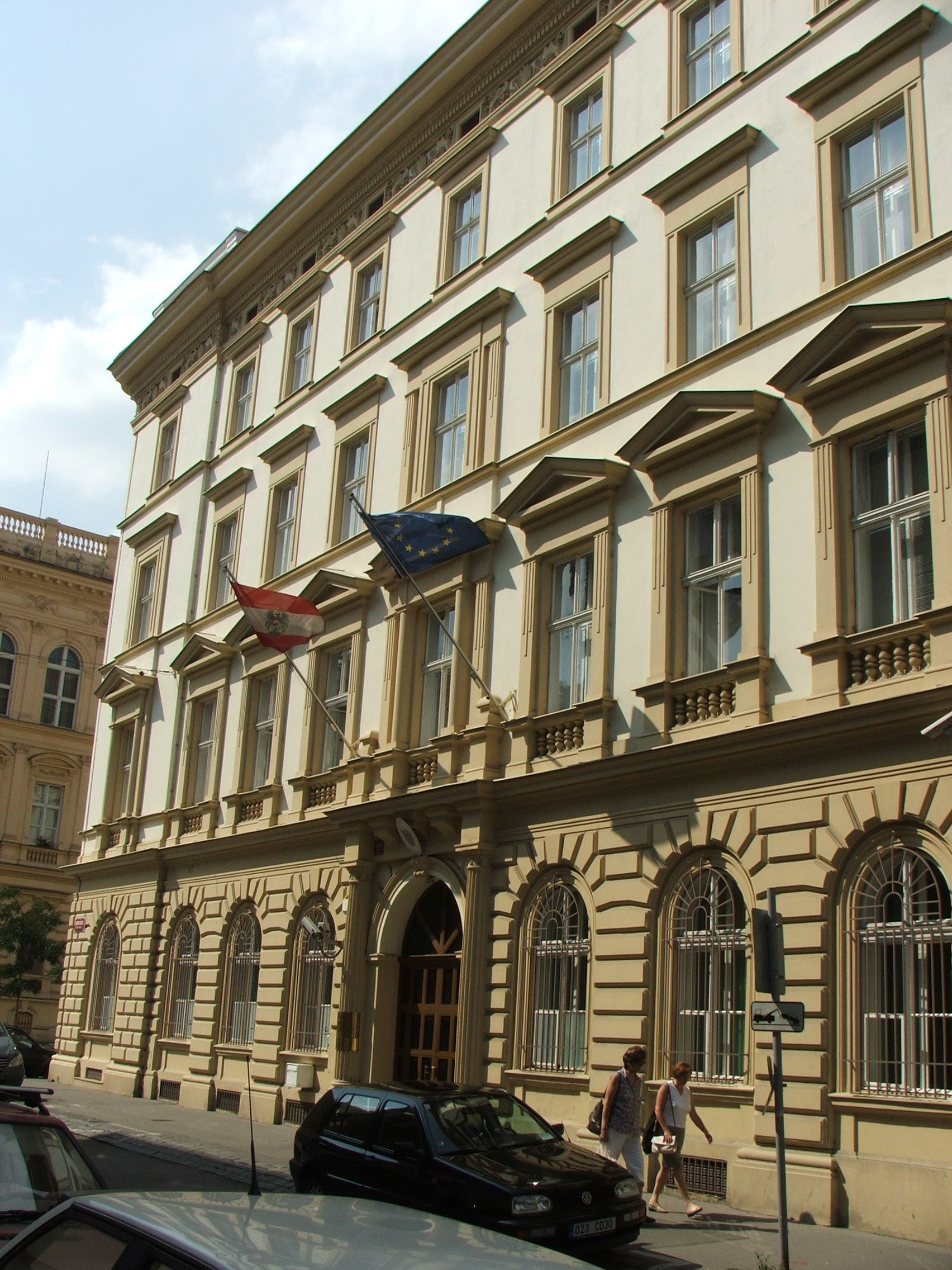
Botschaftsgebäude

Die Österreichische Botschaft in Prag ist die ständige diplomatische Vertretung der Republik Österreich in der Tschechischen Republik.

## Geschichte
Nach dem Zerfall der Habsburgermonarchie 1918 entstand die Notwendigkeit einer österreichischen Botschaft in der Tschechoslowakei. Im Jahr 1919 wurde Ferdinand Marek beauftragt, eine diplomatische Vertretung in Prag aufzubauen. Am 11. April 1922 übergab er dem tschechoslowakischen Präsidenten Tomáš Garrigue Masaryk die Beglaubigung als österreichischer Gesandter. Nach dem Anschluss Österreichs im Jahr 1938 wurde die Botschaft geschlossen. Marek verblieb in Prag und bemühte um die Wiedererrichtung. Er nahm, im Auftrag der provisorischen Regierung Österreichs und von der provisorischen tschechoslowakischen Regierung genehmigt, unmittelbar nach Kriegsende seine Tätigkeit am 12. Mai 1945 wieder auf. Er wurde noch im Mai von den sowjetischen Besatzern verhaftet und starb 1947 in Moskauer Haft. Das Botschaftsgebäude diente in dieser Zeit als Unterkunft für Flüchtlinge nach Österreich.
Nach dem Einmarsch der Warschauer-Pakt-Staaten in die ČSSR am 21. August 1968 erteilte der damalige Botschafter und spätere Bundespräsident Rudolf Kirchschläger entgegen den Weisungen aus Wien tausende Ausreisevisa an tschechoslowakische Staatsbürger.

## Standorte und Organisation

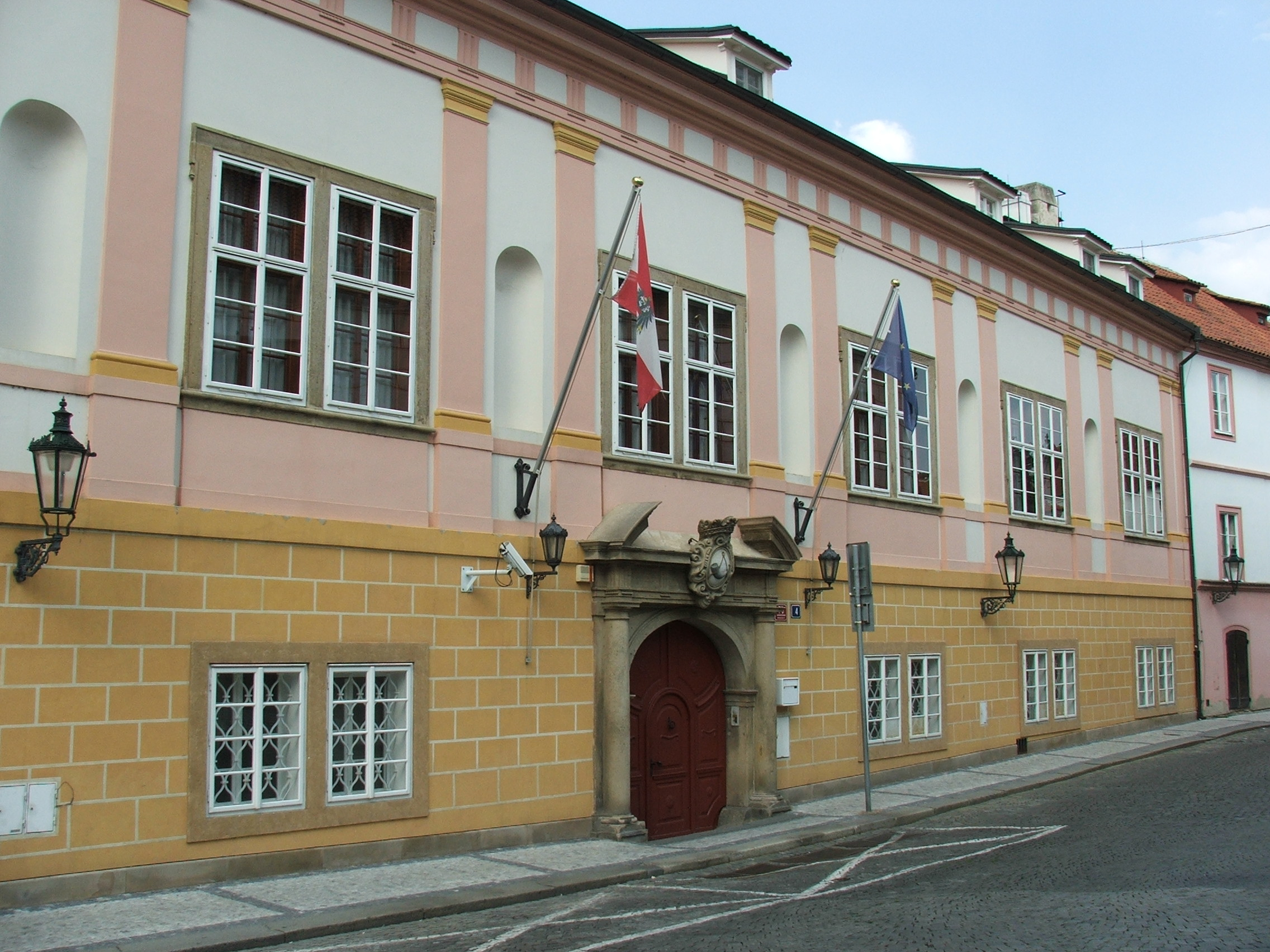
Residenz

Das diplomatische Vertretung sowie das Konsulat befinden sich in der Viktora Huga 10, im Stadtteil Smíchov. Das Ende des 19. Jahrhunderts errichtete Gebäude befindet sich seit 1922 im Besitz der Republik Österreich.
Die Residenz befindet sich im Palais Hložek von Žampach in der Kanovnická 4. 
Das Österreichische Kulturforum Prag befindet sich am Jungmannovo náměstí 18.
Österreichische Honorarkonsulate gibt es in Brünn und Budweis.